# قوش‌تپه (راز و جرگلان)
قوش‌تپه روستایی در دهستان راز بخش مرکزی شهرستان راز و جرگلان استان خراسان شمالی ایران است.

## جمعیت
بر پایه سرشماری عمومی نفوس و مسکن در سال ۱۳۹۵ جمعیت این روستا ۱۷۱ نفر (۶۰خانوار) بوده‌است.

## زبان
مردم این روستا کرد هستند و به زبان کردی حرف می زنند.